# La Part de l'œil
 (juin 2023).
 (juin 2023).
La mise en forme du texte ne suit pas les recommandations de Wikipédia : il faut le « wikifier ».
Les points d'amélioration suivants sont les cas les plus fréquents :
- Les titres sont pré-formatés par le logiciel. Ils ne sont ni en capitales, ni en gras.
- Le texte ne doit pas être écrit en capitales (les noms de famille non plus), ni en gras, ni en italique, ni en « petit »…
- Le gras n'est utilisé que pour surligner le titre de l'article dans l'introduction, une seule fois.
- L'italique est rarement utilisé : mots en langue étrangère, titres d'œuvres, noms de bateaux, etc.
- Les citations ne sont pas en italique mais en corps de texte normal. Elles sont entourées par des guillemets français : « et ».
- Les listes à puces sont à éviter, des paragraphes rédigés étant largement préférés. Les tableaux sont à réserver à la présentation de données structurées (résultats, etc.).
- Les appels de note de bas de page (petits chiffres en exposant, introduits par l'outil «  Source ») sont à placer entre la fin de phrase et le point final[comme ça].
- Les liens internes (vers d'autres articles de Wikipédia) sont à choisir avec parcimonie. Créez des liens vers des articles approfondissant le sujet. Les termes génériques sans rapport avec le sujet sont à éviter, ainsi que les répétitions de liens vers un même terme.
- Les liens externes sont à placer uniquement dans une section « Liens externes », à la fin de l'article. Ces liens sont à choisir avec parcimonie suivant les règles définies. Si un lien sert de source à l'article, son insertion dans le texte est à faire par les notes de bas de page.
- La présentation des références doit suivre les conventions bibliographiques. Il est recommandé d'utiliser les modèles {{Ouvrage}}, {{Chapitre}}, {{Article}}, {{Lien web}} et/ou {{Bibliographie}}. Le mode d'édition visuel peut mettre en forme automatiquement les références.
- Insérer une infobox (cadre d'informations à droite) n'est pas obligatoire pour parachever la mise en page.

Pour une aide détaillée, merci de consulter Aide:Wikification.
Si vous pensez que ces points ont été résolus, vous pouvez retirer ce bandeau et améliorer la mise en forme d'un autre article.
 (juin 2023).
Si vous disposez d'ouvrages ou d'articles de référence ou si vous connaissez des sites web de qualité traitant du thème abordé ici, merci de compléter l'article en donnant les références utiles à sa vérifiabilité et en les liant à la section « Notes et références ».
La Part de l'œil est une maison d'édition belge et une revue annuelle de pensée des arts plastiques.

## Historique
La revue La Part de l'œil, est créée en 1985 par Lucien Massaert et Luc Richir, respectivement artiste et psychanalyste. Ils enseignent tous les deux à l'Académie royale des beaux-arts de Bruxelles. Comme le précise Richir dans l'éditorial du premier volume, le titre La Part de l'œil est en lui-même un programme : est ici recherché ce qui se perd « d'une perception soi-disant pure pour instituer le sujet comme la réponse appelée par cette perte-même».  
La revue veut explorer et participer à « l'invention du discours esthétique contemporain. Les méthodes que La Part de l'œil utilise s’inspirent de la psychanalyse, de la philosophie, de la sémiologie, de l’histoire de l’art comme de l’anthropologie, en associant un souci de rigueur à la conviction que la singularité des œuvres abordées exige à chaque fois de reconstruire les concepts et de remettre en jeu les certitudes ». 
En 1996, les éditions La Part de l'œil créent en plus de la revue annuelle, trois collections de livres : Théorie, Diptyque et Fiction, qui sont actuellement diffusées et distribuées par Pollen Diffusion.

## Auteurs
La revue a publié les textes de nombreux chercheurs, parmi lesquels :  
- Catherine Malabou
- Chakè Matossian
- Daniel Arasse
- Daniel Sibony
- François Cheng
- François Wahl
- Georges Didi-Huberman
- Gérard Wajcman
- Henri Maldiney
- Jackie Pigeaud
- Jean Petitot
- Jean-Louis Déotte
- Jean-Louis Leutrat
- Jean-Luc Nancy
- Louis Marin
- Luc Richir
- Lucien Massaert
- Marc Richir
- Max Loreau
- Michael Fried
- Pierre Legendre
- Philip Armstrong
- Philippe Sers
- René Lew
- Rosalind Krauss
- Sarah Kofman
- Véronique Bergen
- Yves-Alain Bois

## Comité de rédaction
À sa création, le comité de rédaction était composé de Monique Alluin, Marie-Anne Geerinck, Jacques Lennep, Lucien Massaert, Georges Mayer, Luc Richir et Marie-Claire Roussel. Puis, au fil des années, se sont ajoutés Murielle Gagnebin, Éliane Escoubas, Chakè Matossian, Aram Mekhitarian, Corinne Bonnetain, Luc Bachelot et Olivier Salazar-Ferrer. En 2017, le comité de rédaction était constitué de ces derniers et de Lucien Massaert, auxquels se sont ajoutés Dirk Dehouck et Bruno Goosse.

## Revues
- n° 1 - 1985. Dossier : Arts Plastiques et Psychanalyse ;
- n° 2 - 1986. Dossier : Pensée des sciences, pensée des arts plastiques[8] ;
- n° 3 - 1987. Dossier : Arts plastiques : questions au langage ;
- n° 4 - 1988. Dossier : VOIR ; les procès métonymiques de l'image ;
- n° 5 - 1989. Dossier : Topologie de l'énonciation ;
- n° 6 - 1990. Dossier : Le dessin ;
- n° 7 - 1991. Dossier : Art et Phénoménologie ;
- n° 8 - 1992. Dossier : Wittgenstein et l’esthétique[9] ;
- n° 9 - 1993. Dossier : Arts plastiques et psychanalyse II ;
- n° 10 - 1994. Dossier : Bataille et les arts plastiques ;
- n° 11 - 1995. Dossier : Médecine et arts visuels ;
- n° 12 - 1996. Dossier : L’art et le politique ;
- n° 13 - 1997. Dossier : L’architecture et son lieu ;
- n° 14 - 1998. Dossier : Hommage à Max Loreau ;
- n° 15/16 - 1999/2000. Dossier : Problème de la Kunstwissenschaft ;
- n° 17/18 - 2001/2002. Dossier : Peinture pratique théorique ;
- n° 19 - 2003/2004. Dossier : La représentation et l’objet ;
- n° 20 - 2004/2005. Dossier : Ouvrir le support ;
- n° 21/22 - 2006/2007. Dossier : Esthétique et phénoménologie en mutation[10] ;
- n° 23 - 2008. Dossier : La peur des images[11] ;
- n° 24 - 2009. Dossier : Ce qui fait danse : de la plasticité à la performance[12] ;
- n° 25/26 - 2010/2011. Dossier : L’art et la fonction symbolique ;
- n° 27/28 – 2012/2013. Dossier : Formes et forces – Topologies de l'individuation, Deleuze, Simondon ;
- n° 29 – 2014/2015. Dossier : Le dessin dans un champ élargi ;
- n° 30 – 2016/2017. Dossiers : Arts plastiques/cinéma/Mikhaïl Bakhtine et les arts[13],[14],[15] ;
- n° 31 – 2017/2018. Dossier : Force de figures. Le travail de la figurabilité entre texte et image[16].

## Ouvrages

### Collection Théorie
- Evanghélos A. Moutsopoulos, Chakè Matossian, Espace public et représentations, 1996 ;
- Chakè Matossian, Fils d’Arachné. Les tableaux de Michelet, 1998 ;
- Jean-Claude Lebensztejn, Annexes - De l'œuvre d'art, 1999[17],[18] ;
- Claire de Ribaupierre, Le Roman généalogique. Claude Simon et Georges Perec, 2002[19] ;
- Luc Richir, Dieu, le corps, le volume - Essai sur la sculpture, 2003[4] ;
- Paul Philippot, Jalons pour une méthode critique et une histoire de l'art en Belgique, 2005 ;
- Michel Guérin, L’Espace plastique, 2008[20] ;
- Chakè Matossian, Des admirables secrets de l'Ararat - Vinci, Dürer, Michel-Ange sur les traces d'Er et Noé, 2009[21].

### Collection Diptyque
- Christian Bonnefoi, Écrits sur l'art (1974-1984)[22], 1997 ;
- Jacques Lennep, Alchimie du sens, l’art sens dessus dessous, 1999 ;
- Annik Leroy, Danube / Hölderlin, 2002 ;
- Carl Einstein, Georges Braque, 2003 ;
- Bruno Goosse, Around EXIT, 2013.

### Collection Fiction
- Luc Richir, Un amour de loin, 1996 ;
- Emilio Villa, Œuvres poétiques choisies 1934-1958, 1998 ;
- Richard Miller, Fragile comme la vie, 1998 ;
- Marie-Jeanne Désir, Sofa blues, 2000 ;
- Danièle Faugeras, Ici n’est plus très loin, 2001 ;
- Jad Hatem, Semer le Messie selon Fondane poète, 2004.

### Diffusé par La Part de l’œil
- Chakè Matossian (dir.), Art, anatomie, trois siècles d’évolution des représentations du corps, 2007 ;
- Drawing in an Expanded Field, 2011 ;
- Paul Philippot, La formation de l'art européen, 2013.